# Heinrich Mulartz
Johann Heinrich Mulartz (* 13. Mai 1688 in Düren; † 8. Oktober 1777 in Győr) war Arzt und Gründer des Krankenhauses in Győr, Ungarn.
1724 wurde Mulartz zum Rat der deutschen Nation innerhalb der philosophischen Fakultät und zum Prosyndikus der Universität Padua gewählt. Im Jahre 1725 promovierte er in Padua zum Doktor der Philosophie und Medizin. In dem Diplom ist er als Johann Heinrich de (von) Mulartz, Patrizier, bezeichnet. 1727 wurde er in Győr, damals noch Raab, kaiserlich-königlicher Garnisonsarzt.
1749 ließ er das Krankenhaus zur hl. Dreifaltigkeit in der Vorstadt von Raab auf städtischem Grundstück auf eigene Kosten zum Preis von 12.000 Gulden erbauen. Dieses Haus bestand bis zu seinem Neubau im Jahre 1895. Im Rahmen einer Stiftung vermachte er sein ganzes Vermögen dem Krankenhaus. Die Stiftung wurde am 5. Februar 1773 durch Kaiserin Maria Theresia genehmigt. 